# Mare Dibaba
Mare Dibaba (Shewa, 20 oktober 1989) (ዲባባ ማሬ ) is een Ethiopische langeafstandsloopster, die gespecialiseerd is in de marathon. Ze werd eenmaal wereldkampioene in deze discipline. In 2009 wisselde zij van nationaliteit naar die van Azerbeidzjan en vestigde in dat jaar onder de naam Mare Ibrahimova enkele nationale records, maar keerde elf maanden later weer terug naar de Ethiopische. Ze stond op het podium bij diverse grote internationale marathons. Ze nam tweemaal deel aan de Olympische Spelen en won hierbij in totaal één medaille.

## Biografie

### Eerste successen
Haar eerste prestatie van formaat leverde Dibaba in 2007, toen zij bij het Ethiopisch kampioenschap op de 20 km zesde werd. Een jaar later volgde haar internationale debuut op de halve marathon van Udine, waarin zij haar PR op 1:10.32 stelde en tweede werd achter Anikó Kálovics. Haar volgende halve marathon liep zij in november van dat jaar in New Delhi. Hierin werd zij achtste en verbeterde zij haar PR met enkele seconden tot 1:10.28.
In 2009 kwam Dibaba gedurende enige tijd uit voor Azerbeidzjan. In die periode vestigde zij nationale records op de 15 km en de halve marathon. Deze laatste prestatie leverde zij bij de halve marathon van New Delhi in november, waarin zij in 1:08.45 zesde werd. Aangezien zij die zomer echter geweigerd was als deelneemster aan de Europese kampioenschappen voor junioren, omdat zij daar al te oud voor was, besloot zij na 2009 weer voor haar geboorteland uit te komen.

### Debuut op de marathon
Terug in Ethiopië begon Dibaba het jaar 2010 met een sterk optreden op de halve marathon van Ras al-Khaimah, waar zij tweede werd achter de Turkse Elvan Abeylegesse. Haar tijd van 1:07.13, een dik PR, was bovendien de tweede wereldjaartijd, terwijl zij met haar tussentijd van 1:03.47 op het 20 km-punt zelfs de snelste wereldjaartijd liep. In maart volgde haar marathondebuut bij de marathon van Rome. Ze kwam daar tot 2:25.38, hetgeen goed was voor een derde plaats. Later dat jaar, in oktober, verbeterde zij zich bij de marathon van Frankfurt tot 2:25.27, maar in de Duitse stad kwam ze er niet verder mee dan een vijfde plaats.

### Verdere successen
Hierna boekte Mare Dibaba enkele grote resultaten, zoals: Dubai 2012 (derde), Boston 2014 (derde), Chicago 2014 (tweede) en Boston 2015 (tweede). Bij de laatstgenoemde wedstrijd won ze maar liefst $ 75.000 aan prijzengeld. Haar olympisch debuut beleefde ze in 2012 op 23-jarige leeftijd. Ze vertegenwoordigde Ethiopië op de marathon en behaalde hierbij een teleurstellende 23e plaats.

### Goud op WK en brons op OS
Haar grootste succes boekte Dibaba in 2015. Bij de wereldkampioenschappen in Peking pakte ze de wereldtitel op de marathon. Met een tijd van 2:27.35 bleef ze de Keniaanse Helah Kiprop (zilver; 2:27.36) en Bahreinse Eunice Kirwa (brons; 2:27.39) nipt voor.
Op de Olympische Spelen van 2016 in Rio de Janeiro won ze een bronzen medaille op de marathon. Met een tijd van 2:24.30 finishte ze achter haar landgenote Jemima Sumgong (goud; 2:24.04) en Eunice Kirwa (zilver; 2:24.13).
Mare Dibaba is aangesloten bij Elite Sports Management International (ESMI). Ze is verloofd met marathonloper Marcos. Zij is geen familie van meervoudig olympisch en wereldkampioene Tirunesh Dibaba.

## Titels
- Wereldkampioene marathon - 2015
- Afrikaanse Spelen kampioene halve marathon - 2011

## Persoonlijke records
Baan
| Afstand | Prestatie | Datum        | Plaats   |
| ------- | --------- | ------------ | -------- |
| 3000 m  | 9.27,05   | 20 juni 2009 | Sarajevo |
| 5000 m  | 15.42,83  | 30 mei 2009  | Baku     |

Weg
| Afstand        | Prestatie       | Datum            | Plaats         |
| -------------- | --------------- | ---------------- | -------------- |
| 10 km          | 31.38           | 17 januari 2016  | Houston        |
| 15 km          | 47.37           | 17 januari 2016  | Houston        |
|                | 50.56 (AZ-NR)   | 18 oktober 2009  | Istanboel      |
| 20 km          | 1:03.47         | 19 februari 2010 | Ras al-Khaimah |
| halve marathon | 1:07.13         | 19 februari 2010 | Ras al-Khaimah |
|                | 1:08.45 (AZ-NR) | 1 november 2009  | New Delhi      |
| 25 km          | 1:24.20         | 31 oktober 2010  | Frankfurt      |
| 30 km          | 1:38.33         | 16 oktober 2011  | Toronto        |
| marathon       | 2:19.52         | 27 januari 2012  | Dubai          |

## Palmares

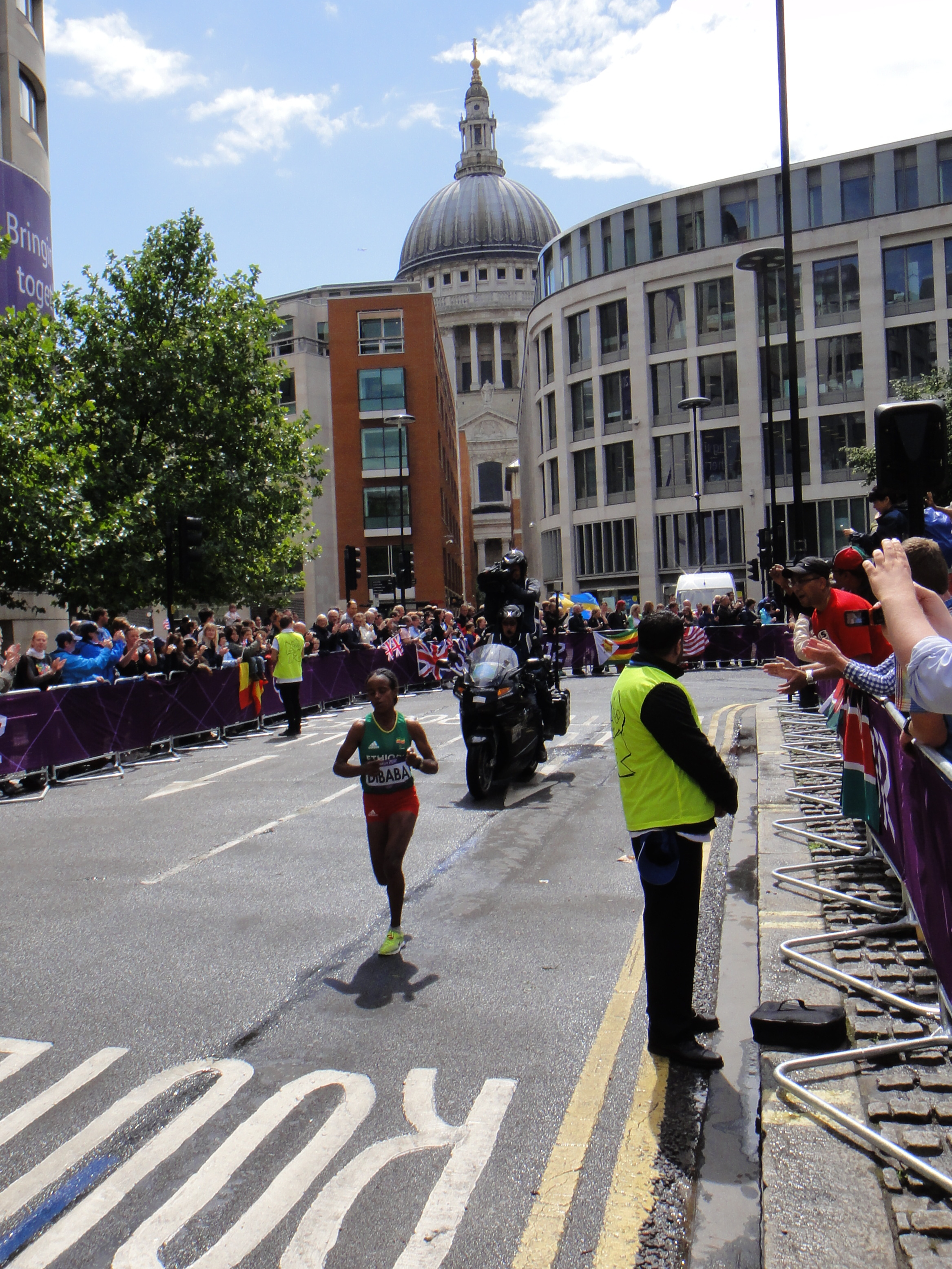
Tijdens de Olympische Spelen van 2012 in Londen.

### 3000 m
- 2009:  EK team in Sarajevo - 9.27,05

### 5000 m
- 2009:  Baku - 15.42,83
- 2009:  EK team in Sarajevo - 16.02,58

### 5 km
- 2008:  Peuerbacher Silvesterlauf - 16.15

### 15 km
- 2009:  Intercontinental Eurasia Istanbul - 50.56 (AZ-NR)

### 10 Eng. mijl
- 2010:  Crim Festival of Races - 53.52

### halve marathon
- 2008:  halve marathon van Warschau - 1:11.24
- 2008:  halve marathon van Beiroet - 1:15.41
- 2008:  halve marathon van Udine - 1:10.32
- 2009: 6e halve marathon van New Delhi - 1:08.45 (AZ-NR)
- 2010:  halve marathon van Ras al-Khaimah - 1:07.13
- 2010:  halve marathon van Rabat - 1:11.10
- 2010:  halve marathon van Parkersburg - 1:10.20
- 2011:  halve marathon van Ras Al Khaimah - 1:08.57
- 2011:  halve marathon van Yangzhou - 1:09.41
- 2011:  halve marathon van Bogota - 1:13.54
- 2011:  Afrikaanse Spelen in Maputo - 1:10.47
- 2012:  halve marathon van Philadelphia - 1:07.44
- 2014:  halve marathon van Bogota - 1:15.34 (na DSQ van Rita Jeptoo)
- 2014: 6e halve marathon van Ras al-Khaimah - 1:08.56
- 2016:  halve marathon van Houston - 1:07.55
- 2017:  halve marathon van Lissabon - 1:09.43
- 2018:  halve marathon van Glasgow - 1:09.15
- 2019: 4e halve marathon van Bogota - 1:16.03

### marathon
- 2010:  marathon van Rome - 2:25.38
- 2010: 5e marathon van Frankfurt - 2:25.27
- 2011:  marathon van Los Angeles - 2:30.25
- 2011:  Waterfront marathon van Toronto - 2:23.25,0
- 2012:  marathon van Dubai - 2:19.52
- 2012: 22e OS - 2:28.48
- 2014:  marathon van Xiamen - 2:21.36
- 2014:  Boston Marathon - 2:20.35 (na DSQ van Rita Jeptoo)
- 2014:  Chicago Marathon - 2:25.37 (na DSQ van Rita Jeptoo)
- 2015:  marathon van Xiamen - 2:19.52
- 2015:  Boston Marathon - 2:24.59
- 2015:  WK - 2:27.35
- 2016: 6e marathon van Londen - 2:24.09
- 2016:  OS - 2:24.30
- 2017: 8e WK - 2:28.49

1983 Grete Waitz ·
1987 Rosa Mota ·
1991 Wanda Panfil ·
1993 Junko Asari ·
1995 Manuela Machado ·
1997 Hiromi Suzuki ·
1999 Jong Song-ok ·
2001 Lidia Şimon ·
2003 Catherine Ndereba ·
2005 Paula Radcliffe ·
2007 Catherine Ndereba ·
2009 Bai Xue ·
2011 Edna Kiplagat ·
2013 Edna Kiplagat ·
2015 Mare Dibaba ·
2017 Rose Chelimo ·
2019 Ruth Chepngetich ·
2022 Gotytom Gebreslase ·
2023 Amane Beriso Shankule